# Zarzecze (sielsowiet Maluszyce)
Zarzecze (biał. Зарэчча, Zareczcza; ros. Заречье, Zarieczje) – wieś na Białorusi, w obwodzie grodzieńskim, w rejonie korelickim, w sielsowiecie Maluszyce.

## Historia
W dwudziestoleciu międzywojennym leżało w Polsce, w województwie nowogródzkim, w powiecie nowogródzkim, w gminie Korelicze. W 1921 miejscowość liczyła 137 mieszkańców, zamieszkałych w 28 budynkach, wyłącznie Białorusinów wyznania prawosławnego.
Po II wojnie światowej w granicach Związku Sowieckiego. Od 1991 w niepodległej Białorusi.